# Théâtre D'opéra Spatial
Théâtre D'opéra Spatial is een digitaal kunstwerk gemaakt door Jason Michael Allen en was deels gecreëerd met Midjourney. Het was het eerste kunstwerk gemaakt met kunstmatige intelligentie dat een belangrijke kunstprijs won en was het onderwerp van een juridische discussie rondom de auteursrechten van werk gemaakt met kunstmatige intelligentie.

## Kunstprijs
Op 5 september 2022 won het werk de prijs voor beste digitale kunst/digitaal gemanipuleerde fotografie op de Colorado State Fair. Dit leidde tot veel verzet van andere kunstenaars en beschuldigingen van valsspelen. Allen zei er zelf over: "Ik ga er niet voor verontschuldigen. Ik heb gewonnen, en ik heb geen enkele regel overtreden." De twee juryleden waren zich er niet van bewust dat Midjourney, het programma vermeld in zijn inzending, kunstmatige intelligentie gebruikte om afbeeldingen te genereren. Ze zeiden echter later dat als ze dit hadden geweten, ze Allen nog steeds de prijs zouden hebben toegekend.

## Auteursrechten
In september 2023 bepaalde de United States Copyright Office dat het werk zich in het publiek domein bevindt en geen auteursrechten heeft, omdat het grotendeels niet-menselijk geproduceerd is. De beslissing is gebaseerd op de uitkomsten van eerdere rechtszaken zoals Thaler v Comptroller-General of Patents, Designs and Trademarks. Allen besloot de strijd om zijn auteursrechten te bewijzen voort te zetten. Hij gaf als argument dat hij de afbeelding zwaar bewerkt heeft met Adobe Photoshop en Midjourney meer dan 624 verschillende opdrachten heeft gegeven om tot de uiteindelijke afbeelding te komen. Sommige rechtsdeskundigen geven hem gelijk en zien het als een vorm van technologische discriminatie.